# Johannes Meister (Jurist)
Johannes Meister (* 23. November 1976 in Haiger) ist ein deutscher Jurist. Er ist seit dem 18. Januar 2022 Richter am Bundesverwaltungsgericht.

## Leben und Wirken
Meister trat nach Abschluss seiner juristischen Ausbildung 2006 in den Justizdienst des Landes Hessen ein und war zunächst dem Landgericht Limburg a. d. Lahn, ab März 2007 dem Amtsgericht Dillenburg zugewiesen. Im März 2008 wechselte er an das Verwaltungsgericht Kassel. Von Oktober 2008 bis September 2009 folgte eine Abordnung als wissenschaftlicher Mitarbeiter an den Hessischen Verwaltungsgerichtshof in Kassel. Anschließend war Meister am Landgericht Limburg a. d. Lahn tätig, bevor er von September 2010 bis Ende Februar 2013 als wissenschaftlicher Mitarbeiter an das Bundesverfassungsgericht und anschließend als wissenschaftlicher Mitarbeiter an den Staatsgerichtshof des Landes Hessen abgeordnet wurde. Im März 2015 wechselte er als Richter an das Verwaltungsgericht Gießen. Im Januar 2016 folgte seine Ernennung zum Richter am Hessischen Verwaltungsgerichtshof. Meister ist promoviert.
Nach seiner Ernennung zum Richter am Bundesverwaltungsgericht wies das Präsidium Meister dem u. a. für das öffentliche Dienstrecht zuständigen 2. Revisionssenat zu.